# A Merry Christmas!
A Merry Christmas! — это альбом рождественской музыки в исполнении оркестра Стэна Кентона, записанный в 1961 году и выпущенный компанией Capitol Records. Он был переиздан под названием Kenton’s Christmas в 1970 году на собственном лейбле Кентона Creative World.

## Приём
| Оценки критиков                      | Оценки критиков |
| Источник                             | Оценка          |
| ------------------------------------ | --------------- |
| Allmusic                             | [ 4 ]           |
| The Penguin Guide to Jazz Recordings | [ 5 ]           |

В рецензии Allmusic Мэтт Коллар отметил, что «A Merry Christmas! — это полифонический шедевр, который одновременно является прогрессивным и традиционным. …Благодаря своеобразному стилю Кентона, который сочетает пронзительные звуки труб с густыми звуками тромбонов и меллофонов, это красивая, прогрессивная и угловатая музыка, которая затрагивает как сложную классическую гармонию, так и свинг в стиле Бейси».

## Список треков
1. «O Tannenbaum» — 1:58
2. «The Holly and the Ivy[англ.]» — 1:52
3. «We Three Kings of Orient Are» — 2:14
4. «Good King Wenceslas[англ.]» — 1:45
5. «The Twelve Days of Christmas» — 4:07
6. «Once in Royal David's City[англ.]» — 2:04
7. «God Rest Ye Merry Gentlemen[англ.]» — 1:46
8. «O Come, All Ye Faithful» — 3:17
9. «Angels We Have Heard on High» — 2:11
10. «O Holy Night» — 2:10
11. «Christmas Medley: Joy to the World/Away in a Manger[англ.]/The First Noel/We Wish You a Merry Christmas/Silent Night/Hark! The Herald Angels Sing» — 8:24
12. «What is Santa Claus?» — 2:12

- Записано в студии Goldwyn в Голливуде, Калифорния, 21 февраля 1961 года (треки 7—11), 14 марта 1961 года (треки 1, 3, 5 и 11) и 20 марта 1961 года (треки 2, 4 и 6).

## Музыканты
- Стэн Кентон — пианино, селеста, проводник
- Эрни Бернхардт (треки 1, 3, 5 и 11), Бад Брисбуа[англ.], Ларри Макгуайр (треки 2, 4 и 6), Боб Рольф, Далтон Смит, Сэнфорд Скиннер — труба
- Боб Фицпатрик, Пол Хейдорфф (треки 1—6 и 11), Томми Шепард[англ.] (треки 7—11) — тромбон
- Джим Амлотт, Боб Найт (треки 7—11), Дэйв Уилер (треки 1—6 и 11) — бас-тромбон
- Джо Бернетт (треки 7—11), Дуайт Карвер, Кит Ламотт (треки 1—6 и 11), Джин Роланд, Гордон Дэвисон — меллофон
- Клайв Экер (треки 1—6 и 11), Альберт Полан (треки 7—11), — туба
- Пит Чивили — бас-гитара
- Арти Энтон (треки 1—7), Джерри Маккензи (треки 1—6 и 11) — ударные
- Ларри Банкер[англ.] — перкуссия
- Эмиль Ричардс[англ.] — колокольчики, ударные, вибрафон (треки 1, 3, 5 и 11)
- Ральф Кармайкл[англ.] (треки 1—7 и 9—11), Стэн Кентон (трек 8) — аранжировщик